# Hirticlavula
Hirticlavula is een monotypisch geslacht van schimmels behorend tot de familie Clavariaceae. Het bevat alleen Hirticlavula elegans.